# برنی متینسون
برنت "برنی" متینسون (انگلیسی: Burnett "Burny" Mattinson؛ ۱۳ مهٔ ۱۹۳۵ - ۲۷ فوریهٔ ۲۰۲۳) انیماتور، کارگردان، تهیه‌کننده و استوری آرتیست آمریکایی بود. او از سال ۱۹۵۳ در استودیو انیمیشن والت دیزنی مشغول به کار بود.
متینسون به عنوان عضوی از برنامه افسانه‌های دیزنی در سال ۲۰۰۸ مورد تقدیر قرار گرفت. متینسون با ۷۰ سال سابقه کار، قدیمی‌ترین کارمند شرکت والت دیزنی بود. او قرار بود در تابستان پیش رو نخستین جایزه خدمت ۷۰ ساله را از دیزنی بگیرد.

## زندگی و حرفه
متینسون در شش سالگی با تماشای پینوکیو (۱۹۴۰) به انیمیشن علاقه‌مند شد و پس از پایان دبیرستان به شرکت والت دیزنی پیوست و بعد از شش ماه کار اداری به کادر سازنده انیمیشن بانو و ولگرد (۱۹۵۵) پیوست. او سپس با مارک دیویس (انیماتور مشهور دیزنی) در زیبای خفته (۱۹۵۹) و صد و یک سگ خالدار (۱۹۶۱) همکاری کرد و پس از آن با اریک لارسون در مجموعه تلویزیونی دنیای رنگ‌های شگفت‌انگیز والت دیزنی، شمشیر در سنگ (۱۹۶۳)، مری پاپینز (۱۹۶۴)، کتاب جنگل (۱۹۶۷) و گربه‌های اشرافی (۱۹۷۰) کار کرد.
در دهه ۱۹۷۰، یک برنامه آموزشی داخلی برای آموزش دستیاران انیمیشن آغاز شد. متینسون در این برنامه ثبت نام کرد و در عرض هشت هفته یک تست انیمیشن ارائه داد. تست انیمیشن او از پرنس جان از رابین هود (۱۹۷۳) تایید شد و او به‌عنوان انیماتور کاراکتر زیر نظر اولی جانستون انتخاب شد. او سپس در پروژه وینی پو و تیگر هم (۱۹۷۴)، در متحرک‌سازی شخصیت‌های کانگا، رو، ببر و خرگوش کار کرد. در همان زمان فرانک توماس به طرح‌های کوچک متینسون توجه کرده بود و به او توصیه کرد روی نجات‌دهندگان (۱۹۷۷) کار کند. متینسون سپس روی استوری‌بردها کار کرد و تیتراژ فیلم را طراحی کرد، که دوباره آن را در روباه و سگ شکاری (۱۹۸۱) و دیگ سیاه (۱۹۸۵) تکرار کرد.
سرانجام متینسون کارگردانی و تهیه‌کنندگی سرود کریسمس میکی (۱۹۸۳) را به‌عهده گرفت که موفقیت این انیمیشن کوتاه، باعث شد تا کارگردانی انیمیشن ۷۴ دقیقه‌ای کارآگاه موش بزرگ (۱۹۸۶) به او سپرده شود. در حین تولید الیور و دوستان (۱۹۸۸)، متینسون به اورلندو، فلوریدا نقل مکان کرد تا برای مدت کوتاهی به عنوان سرپرست بخش مشاوره در استودیو دیزنی-ام‌جی‌ام مشغول به کار شد و چند پروژه را به سرانجام رساند.
متینسون در طی دهه ۱۹۹۰، تقریباً در تمام فیلم‌های مهم دیزنی، از جمله دیو و دلبر (۱۹۹۱)، علاءالدین (۱۹۹۲) و شیرشاه (۱۹۹۴) به عنوان هنرمند استوری‌برد کار کرد. در همین زمان، او همکاری نزدیکی با جو گرانت (فیلمنامه‌نویس) داشت، که همراه با ونس گری (هنرمند استوری‌برد)، این سه نفر با لقب طنزآمیز «پیرمردها» معروف شدند. آنها با اقتباس از کتاب‌های کودکان، ایده‌های داستانی را پروردانده و ارائه می‌کردند.